# Reis Veloso
João Paulo dos Reis Velloso (Parnaíba, 12 de julho de 1931 – Rio de Janeiro, 19 de fevereiro de 2019) foi um economista brasileiro. Foi funcionário e  assessor da presidência do Banco do Brasil, assessor do Ministro da Fazenda, presidente do Ipea e Ministro do Planejamento do Brasil.

## Biografia
Filho de Francisco Augusto de Castro Veloso e de Maria Antonieta Torres Veloso, nasceu em Parnaíba, no Piauí. Seu pai era funcionário dos Correios e Telégrafos e sua mãe, costureira

Fez seus primeiros estudos em sua cidade natal, tendo cursado o secundário no Colégio São Luís Gonzaga. Formou-se em economia pela Universidade do Estado do Rio de Janeiro (UERJ) e cursou pós-graduação em economia, no Conselho Nacional de Economia em 1961 e o em 1962 no Centro de Aperfeiçoamento de Economistas, atual Escola de Pós-Graduação em Economia, da Fundação Getúlio Vargas. Em 1962 foi para a Universidade de Yale, em New Haven (EUA), onde permaneceu até maio de 1964, obtendo o título de mestre em economia.

João Paulo dos Reis Velloso em 1974.

Em março de 1951 transferiu-se para a cidade do Rio de Janeiro, exercendo a função de secretário do deputado federal integralista Jorge Lacerda, de Santa Catarina, função que exerceu até 1952. Ainda em 1952 foi admitido no Instituto de Aposentadoria e Pensões dos Industriários (IAPI), como escriturário e oficial de administração, chegando a ser nomeado secretário da presidência.
Fez parte do Movimento Águia Branca, entidade estudantil integralista fundada em 1952, reunindo diversos Centros Culturais espalhados pelo Brasil e no exterior e que tinha Plínio Salgado como Presidente de Honra.
Em 1958 passa a ser assessor da presidência do Banco do Brasil e a cursar a graduação na UERJ. Em 1961, no governo de João Goulart, foi nomeado para atuar no gabinete do ministro da Fazenda, Walther Moreira Salles.
Já no governo de Humberto Castelo Branco, foi incumbido pelo ministro do Planejamento Roberto Campos de organizar o Escritório de Pesquisa Econômica e Social Aplicada (EPEA) atual Instituto de Pesquisa Econômica Aplicada (IPEA), exercendo assim a primeira chefia da instituição, cargo que ocupou até 1969.
Em abril de 1968, no governo de Artur da Costa e Silva, foi nomeado secretário-geral do Ministério do Planejamento, quando a pasta era comandada por Hélio Beltrão. Foi então nomeado Ministro do Planejamento durante os governos de Emílio Garrastazu Médici e Ernesto Geisel, permanecendo no cargo entre 1969 e 1979. No início da sua gestão, realizou-se o Censo de 1970 vinculado ao Instituto Brasileiro de Geografia e Estatística (IBGE), sua gestão foi ainda marcada por dois momentos distintos: o apogeu do chamado "Milagre Brasileiro" e a "Crise do petróleo de 1973". Em 1979, Reis Veloso foi substituído na pasta do Planejamento por Mário Henrique Simonsen, nomeado pelo presidente João Figueiredo.
Avesso a atividades políticas, recusou um convite para se candidatar ao Senado pelo PDS do Piauí em 1982 após sondagem feita pelo então governador Lucídio Portela.
Recebeu a Medalha Santos Dumont, a Medalha da Ordem do Rio Branco, a Ordem do Mérito Naval, a Grã-Cruz da Ordem do Mérito de Brasília, e foi membro da Academia Piauiense de Letras. Foi agraciado com o título de doutor honoris causa pela Universidade Federal de Pelotas em 1978.
Foi casado com Gelza Reis Veloso, com quem teve dois filhos, contraindo segundas núpcias, com Isabel Barroso do Amaral dos Reis Veloso, com quem teve também dois filhos.

## Morte
Morreu em casa, de causas naturais, em 19 de fevereiro de 2019, aos 87 anos.